# Mike Kelley (scénariste)
Pour les articles homonymes, voir Kelley.
Michael « Mike » Kelley (né en 1967 à Chicago, Illinois) est un scénariste américain de télévision, producteur et le créateur des séries télévisées Swingtown et Revenge.
Revenge:
Mike Kelley compte quitter Revenge à la fin de la saison 2 mais la série continuera.